# Kaparji
Kaparji (znanstveno ime Coccoidea), so naddružina polkrilcev, ki jo  uvrščamo v podred prsokljuncev, sestavlja pa jo okoli 8000 danes živečih opisanih vrst. To so rastlinojede žuželke, ki so prepoznavne po izrazitem spolnemu dimorfizmu, med ljudmi pa znane predvsem zaradi vrst, ki se prehranjujejo s kulturnimi rastlinami, zaradi česar jih pogosto obravnavamo kot škodljivce. Slovensko ime so dobili po telesni zgradbi samic, ki od daleč izgledajo kot drobne kapice na rastlini.

## Opis
Za kaparje so značilne ekstremne morfološke prilagoditve na sesanje rastlinskih sokov, poleg tega pa se živali različnih spolov med seboj močno razlikujejo. Samice vso odraslo obdobje preživijo pritrjene na istem mestu na rastlini, kjer sesajo rastlinske sokove. Njihov zunanji skelet je širok in obokan, zaradi česar so nekoliko podobne rakom vitičnjakom, saj se izpod njega pogosto ne vidi nobenega drugega telesnega dela. Razvojno gledano so neotenične - tudi kot odrasle živali ohranjajo značilnosti ličink, kot so odsotnost kril in neizrazita členjenost, pogosto pa imajo tudi slabo razvite ali povsem zakrnele noge, sestavljene oči in tipalnice. Pri izvornejših družinah kaparjev imajo samice še razmeroma dobro razvite in funkcionalne noge, ki pa so pri kasneje razvitih družinah popolnoma reducirane. Najočitnejša značilnost je kljunec (rostrum) nitaste oblike, s katerim prebodejo rastlinsko povrhnjico in sesajo sokove. Pogosto jih prekriva voskast izloček žlez, ki služi kot obramba pred plenilci in zajedavci. Žleze se na površino telesa odpirajo z drobnimi luknjicami, zato je tudi voskast izloček v obliki nitk, pri nekaterih vrstah pa se strdi v kompakten »oklep«. Največje dosežejo do enega centimetra v dolžino, večina pa je dolgih le nekaj milimetrov.
Samci in ličinke so gibljivi in predstavljajo del populacije, ki kolonizira nova območja. Samci so drobni in kratkoživeči, podobni mušicam. So popolnoma brez obustnih okončin in se po preobrazbi ne prehranjujejo. Tudi zadnji par njihovih kril je reduciran, podoben utripačam dvokrilcev, vendar brez vloge stabilizacije leta. Od mušic jih najlaže ločimo po prisotnosti enega ali več terminalnih izrastkov na koncu zadka - terminalnega filuma oz. cerkov. Tudi pri samcih je opazen trend redukcije telesnih značilnosti, najbolj opazen pri očeh - od dobro razvitih pri bazalnih družinah prek vrste ocelov pri vmesnih do samo para ocelov pri najrazvitejših »neococcoidih«. Za samce je značilno tudi, da je zadnji stadij pred preobrazbo v odraslo žival nepremičen, podoben bubi žuželk s popolno preobrazbo.
Razmnožujejo se lahko spolno ali partenogenetsko; samica lahko tekom svojega življenja izleže tudi do 1000 ličink (kot jajčeca ali živorodno), kar bi pri okoli šestih generacijah letno v najboljšem primeru zneslo preko 30 milijonov živali vsako leto. Gibljive so samo ličinke samic prvega stadija, po prvi levitvi pa izgubijo noge in se pritrdijo na gostiteljsko rastlino.

## Ekologija
Predstavnike skupine najdemo v vseh podnebnih pasovih od tropov do tundre, kjer rastejo njihove gostiteljske rastline. Večina vrst kaparjev je polifagih, prehranjujejo se lahko z mnogimi rastlinskimi vrstami. Med njimi pa so tudi takšni, ki so se specializirali na eno ali dve sorodni vrsti gostitelja. Kot nepremično pritrjene živali so lahka tarča plenilcev, predvsem drugih žuželk, kot so polonice, tenčičarice, plenilske stenice itd.
Znotraj skupine se je zaradi tega večkrat ločeno razvilo tesno sožitje z mravljami, kjer mravlje varujejo kaparje pred plenilci v zameno za sladko mano, ki jo ti izločajo skozi zadnjično odprtino. Ocenjujejo, da lahko kolonija mravelj letno na ta način pridobi tudi do 500 kg mane, ki jim predstavlja glavni vir dušika.

### Pomen za človeka
Kaparji so med ekonomsko najpomembnejšimi svetovnimi škodljivci na kulturnih rastlinah, posebej trajnicah, kot so sadno drevje, okrasne lesne rastline in sobno rastlinje. Škodo povzročajo s sesanjem rastlinskih sokov, kar povzroča venenje, in vnašanjem drugih patogenih organizmov (rastlinski virusi, bakterije, glive) v tkivo. Zaradi majhne velikosti jih pogosto opazimo šele takrat, ko so povzročili že precej škode, še posebej težavna pa je detekcija med karantenskimi pregledi ob majhni gostoti populacije.
Manj znana je uporaba kaparjev za pridobivanje uporabnih snovi. Iz izločka gojenih kaparjev vrste Dactylopius coccus pridobivajo barvilo karmin, iz drugih pa tudi šelak in nekatere voske. Mana, ki jo izločajo kaparji, se na vročini strdi v sladko kepo in domnevajo, da so z njeno pomočjo Izraeliti preživeli izgon v puščavo, kot ga opisuje Stara zaveza.
Zatiranje kaparjev s kemičnimi sredstvi (insekticidi) je težavno, saj trden oklep samic nudi dobro zaščito pred kemikalijami v obliki aerosolov. Škropljenje je učinkovito le proti ličinkam v prvem stadiju. Učinkovitejše je premazovanje z olji, ki zaduši tudi odrasle samice, vendar se ekonomsko gledano večinoma ne izplača in se uporablja le pri zelo hudih infekcijah. V ZDA je bilo razširjeno zadimljanje s cianidom, vendar so morali uporabo cianida opustiti, ko so postali kaparji odporni nanj. Eden najuspešnejših primerov biološke kontrole pa je vnos polonice vrste Rodolia cardinalis, ki so jo vnesli za nadzor populacije pomarančevega kaparja (Icerya purchasi), ki se je v ZDA razširil iz Avstralije.

## Sistematika in evolucija
Glede na izjemno specializiranost telesne oblike so kaparji nedvomno monofiletska skupina. Sistematika znotraj skupine pa je težavna, temelji skoraj izključno na telesnih značilnostih samic, kjer se vrste največkrat ločijo med seboj le po mikroskopskih znakih. Težavo pri klasifikaciji predstavlja tudi dejstvo, da so kaparji genetsko ena od najzapletenejših skupin živali, saj poznajo poleg spolnega razmnoževanja še vsaj sedem različnih tipov partenogeneze. Kljub temu so kaparji zaradi ekonomske pomembnosti ena od najbolj preučevanih skupin žuželk.
Fosilni ostanki v kamninah so redki, verjetno zaradi pritrjenega načina življenja samic in majhnih ter kratkoživih samcev. Obstaja nekaj fosilov iz perma in triasa, ki pa verjetno pripadajo ličinkam in njihova uvrstitev med kaparje ni zanesljiva. Najstarejše fosile, ki potrjeno pripadajo kaparjem, datirajo v začetek krede, pred 130-140 milijoni let, glede na ostanke sorodnih listnih uši pa domnevajo, da je skupina nastala v juri. Na račun samcev, ujetih v jantar, je fosilni zapis kaparjev eden najpopolnejših med žuželkami, vendar pa je sorodnost z danes živečimi vrstami težko oceniti zaradi slabše raziskanosti slednjih.
Tradicionalno delimo kaparje v dve večji taksonomsko nerangirani skupini, »primitivne« Archaeococcoide in »napredne« Neococcoide. Slednji so nedvoumno monofiletski, saj imajo predstavniki vseh družin močno reducirane oči. Njihov izvor ni znan, nastali pa so hkrati z obsežno radiacijo kritosemenk v pozni kredi. Skupina vsebuje obe največji družini, Coccidae s 1000 vrstami in Diaspididae s 1700 vrstami kaparjev.

### Kaparji v Sloveniji
Za Slovenijo je znanih okrog 20 vrst kaparjev, ki napadajo predvsem vinsko trto in sadno drevje, slabše pa so raziskane vrste, ki jedo okrasno rastlinje. Med bolj znanimi vrstami je ameriški kapar (Quadraspidiotus perniciosus), ki so ga po 1. svetovni vojni zanesli v Evropo iz Združenih držav Amerike in je samo v Sloveniji povzročil propad milijonov dreves. Njegovo populacijo so po 2. svetovni vojni uspešno omejili z uporabo več metod, predvsem insekticidov, biološke kontrole in karantene za uvožene sadike.